# أمادو ألونسو
أمادو ألونسو (بالإسبانية: Amado Alonso)‏ هو ناقد أدبي إسباني وأرجنتيني، ولد في 13 سبتمبر 1896 في Lerín ‏ في إسبانيا، وتوفي في 26 مايو 1952 في أرلينغتون ‏ في الولايات المتحدة.